# Nikolai Andreyevich Rimsky-Korsakov

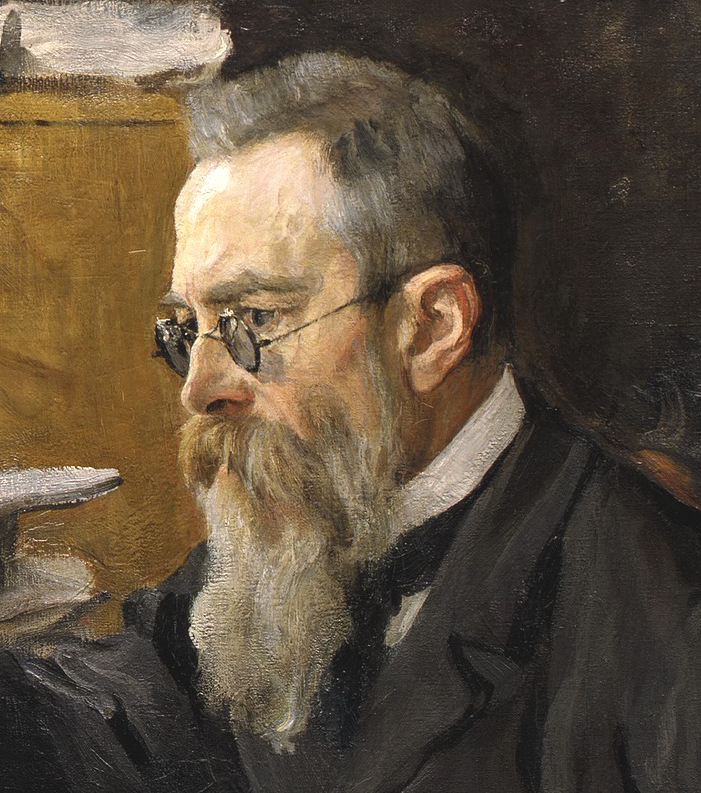
Chân dung Nikolai Rimsky-Korsakov năm 1898, được vẽ bởi Valentin Serov (trích đoạn)

Nikolai Andreyevich Rimsky-Korsakov (tiếng Nga: Николай Андреевич Римский-Корсаков, 18 tháng 3 (ngày 6 tháng 3 dương lịch cũ) năm 1844 - 21 tháng 6 (tức ngày 8 tháng 6 dương lịch cũ) năm 1908) là một nhà soạn nhạc người Nga, và là một trong năm thành viên của nhóm các nhà soạn nhạc Nga danh tiếng đương thời Могучая кучка (Ngũ đại thụ). 

## Lịch sử
Nikolai Andreevich Rimsky-Korsakov sinh ra tại thành phố Tikhvin Sankt-Peterburg, trong gia đình quý tộc Nga, nhiều họ hàng là chính khách và tướng lĩnh quân đội của Nga hoàng từ thời nữ hoàng Elizabeta Petrovna. Bố của ông là nhà soạn nhạc Andrei Petrovich.
Rimsky-Korsakov bắt đầu được tiếp xúc với âm nhạc, vào năm 6 tuổi (1850). Năm 1856 khi 12 tuổi, Rimsky-Korsakov nhập học tại Học viện Thủy quân ở Xanh Peterbua (Sankt-Peterburg), với ước vọng trở thành thủy thủ. Năm 1858, Rimsky-Korsakov với sự hướng dẫn của thầy dạy nhạc nổi tiếng Fedor Andreevich Kanille, Rimsky-Korsakov bắt đầu thử soạn nhạc cổ điển.
Rimsky-Korsakov là một bậc thầy hòa âm phối khí. Một số sáng tác nổi bật nhất của ông phải kể đến: Capriccio Espagnol (tùy khúc Tây Ban Nha), Khúc dạo đầu lễ Phục sinh Nga, tổ khúc giao hưởng Sheherazade, đây đều là những tác phẩm được biểu diễn thường xuyên trong các buổi hòa nhạc cổ điển. Ngoài ra, các trích đoạn và tổ khúc từ 15 vở opera của ông cũng có một chỗ đứng vững chắc trong âm nhạc thế giới. Scheherazade là một thành công tuyệt vời của ông trong việc kể những câu truyện cổ tích và truyện dân gian bằng nhạc giao hưởng.
Rimsky-Korsakov tin tưởng vào việc phát triển một phong cách âm nhạc cổ điển mang đậm chất dân tộc Nga, cũng như các nhạc sĩ đồng nghiệp của ông là Mily Balakirev và nhà phê bình Vladimir Stasov. Phong cách này kết hợp các bài hát và truyện kể dân gian Nga với những yếu tố hòa âm, giai điệu và nhịp điệu kỳ lạ, gọi là chủ nghĩa phương Đông trong âm nhạc, cũng như tránh các phương pháp sáng tác truyền thống của phương Tây. Rimsky-Korsakov đánh giá cao các kỹ thuật âm nhạc phương Tây sau khi ông trở thành giáo sư sáng tác, hòa âm và phối khí tại Nhạc viện Saint Petersburg năm 1871. Sau ba năm khổ luyện, ông trở thành bậc thầy về phong cách sáng tác phương Tây. Rimsky-Korsakov kết hợp những yếu tố này cùng với những ảnh hưởng từ Mikhail Glinka và các thành viên khác của nhóm Năm cây đại thụ. Kỹ thuật sáng tác và phối khí của Rimsky-Korsakov càng phong phú hơn nữa khi ông tiếp xúc với các tác phẩm của Richard Wagner.
Trong phần lớn cuộc đời của mình, bên cạnh vai trò là một nhà soạn nhạc, Rimsky-Korsakov còn làm việc trong quân đội Nga, đầu tiên là sĩ quan trong Hải quân Đế quốc Nga, sau đó là Thanh tra Dân sự của Hải quân. Ông viết rằng: ông đã phát triển niềm đam mê với đại dương từ thời thơ ấu qua việc đọc sách và nghe về những chiến công của anh trai mình trong hải quân. Tình yêu với đại dương này có thể đã ảnh hưởng đến Rimsky-Korsakov khi ông sáng tác hai tác phẩm nổi tiếng nhất của mình, vở kịch âm nhạc Sadko (đừng nhầm lẫn với vở opera cùng tên sau này của ông) và tổ khúc Scheherazade. Với tư cách là Thanh tra của Ban nhạc Hải quân, Rimsky-Korsakov đã mở rộng kiến thức về cách chơi bộ Khí gỗ và bộ Kèn đồng, điều này khiến ông có thể phối khí tốt hơn. Ông truyền lại kiến thức này cho các học trò của mình. Sau khi nhà soạn nhạc mất, người con rể ông là Maximilian Steinberg hoàn thành nốt bộ sách về các phương pháp của bố vợ mình.
Rimsky-Korsakov để lại một khối lượng đáng kể các tác phẩm mang tinh thần dân tộc Nga đầy nguyên bản. Ông cũng hiệu chỉnh lại các tác phẩm của Năm cây đại thụ để đưa đến công chúng, điều này mang lại danh tiếng lâu dài cho các tác phẩm này (mặc dù có tranh cãi về việc ông chỉnh sửa các tác phẩm của Modest Mussorgsky). Với sự nghiệp giáo dục của mình, Rimsky-Korsakov cũng định hình một thế hệ các nhà soạn nhạc và nhạc sĩ trẻ trong suốt nhiều thập kỷ. Do đó, Rimsky-Korsakov được coi là "kiến trúc sư trưởng" của những gì công chúng âm nhạc cổ điển coi là "phong cách Nga" trong sáng tác. Ảnh hưởng của ông đối với các nhà soạn nhạc trẻ là đặc biệt mạnh mẽ, vì ông đóng vai trò là một nhân vật chuyển tiếp giữa những nhạc sĩ tự học, điển hình như Glinka và Năm cây đại thụ và những nhà soạn nhạc được đào tạo chuyên nghiệp-đang ngày càng phổ biến vào cuối thế kỷ 19. Dù phong cách của Rimsky-Korsakov nhận ảnh hưởng từ Glinka, Balakirev, Hector Berlioz, Franz Liszt và, trong một thời gian ngắn, Wagner, ông "đã truyền trực tiếp phong cách này cho hai thế hệ nhà soạn nhạc Nga" và ảnh hưởng đến cả các nhà soạn nhạc không phải người Nga như Maurice Ravel, Claude Debussy, Paul Dukas và Ottorino Respighi.